# Notogomphus lujai
Notogomphus lujai är en trollsländeart som först beskrevs av Henri Schouteden 1934.  Notogomphus lujai ingår i släktet Notogomphus och familjen flodtrollsländor. IUCN kategoriserar arten globalt som livskraftig. Inga underarter finns listade i Catalogue of Life.